# Xenopsylla brasiliensis
Xenopsylla brasiliensis är en loppart som först beskrevs av Baker 1904.  Xenopsylla brasiliensis ingår i släktet Xenopsylla och familjen husloppor. Inga underarter finns listade i Catalogue of Life.